# La Mothe-Achard
La Mothe-Achard foi uma comuna francesa na região administrativa da Pays de la Loire, no departamento de Vendéia. Estendia-se por uma área de 8,73 km². Em 2010 a comuna tinha 5 297 habitantes (densidade: 606,8 hab./km²).
Em 1 de janeiro de 2017, passou a formar parte da nova comuna de Les Achards.